# Myszyniec-Koryta
Myszyniec-Koryta – wieś sołecka w Polsce położona w województwie mazowieckim, w powiecie ostrołęckim, w gminie Myszyniec.
W latach 1975–1998 miejscowość administracyjnie należała do województwa ostrołęckiego.
Wierni Kościoła rzymskokatolickiego należą do parafii Trójcy Przenajświętszej w Myszyńcu.